# Praha XIX
Praha XIX bylo v letech 1923–1949 označení městského obvodu Velké Prahy, tvořeného územím bývalého města Bubeneč a bývalých obcí Dejvice, Sedlec, Vokovice a Veleslavín, připojených k Praze 1. ledna 1922 na základě zákona č. 114/1920 Sb. z. a n. z dosavadního smíchovského okresu. Jako volební obvod byla Praha XIX vymezená vládním nařízením č. 7/1923 Sb. s účinností ode dne vyhlášení 17. ledna 1923. Vládní nařízení 187/1947 Sb, účinné od 14. listopadu 1947, ponechalo rozsah obvodu stejný, určilo jej však i obvodem pro státní správu a název obvodu se rozšířil o název sídelní čtvrti obvodu, tedy na Praha XIX – Dejvice. 
Obvod byl zrušen k 1. dubnu 1949, kdy byla Praha vládním nařízením č. 79/1949 Sb. rozčleněna novou správní reformou na 16 městských obvodů číslovaných arabskými číslicemi. Dejvice, Sedlec, Vokovice a Veleslavín byly zařazeny do nového obvodu Praha 6, Bubeneč byl zčásti začleněna do obvodu Praha 7. Od 11. dubna 1960 zákon č. 36/1960 Sb. vymezil v Praze 10 obvodů, rozdělení bylo obdobné:  Dejvice, Sedlec, Vokovice, Veleslavín a část Bubenče připadly do obvodu Praha 6, druhá část Bubenče do obvodu Praha 7. Zákon č. 418/1990 Sb., o hlavním městě Praze, s účinností od 24. listopadu 1990 a poté znovu Statut hlavního města Prahy (vyhláška hl. m. Prahy č. 55/2000 Sb. HMP) s účinností od 1. července 2001 zařadily Dejvice, Vokovice, Veleslavín a větší část Bubenče do městské části Praha 6 a menší část Bubenče do městské části Praha 7, Sedlec připadl do městské části Praha-Suchdol. Od 1. ledna 2005 byl Dolní Sedlec převeden pod městskou část Praha 6. 